# Sportparksee Grambke
Der Sportparksee Grambke ist mit 40 ha Bremens größter Binnensee. Der Baggersee liegt im Ortsteil Burg-Grambke und wird als Badesee und für verschiedene Wassersportarten genutzt.
Im Jahr 2002 wurde der See zur Sandgewinnung für den Bau des in Sichtweite liegenden Industrieparks mit dem besonderen Panorama aus Schornsteinen, Hochspannungsmasten und Windkrafträdern ausgehoben und 2005 zum Baden freigegeben. 2019 wurde Sand zur Erweiterung des Industrieparks aus dem See entnommen.
Neben einem großen Badestrand bietet das Gewässer auch viele kleine Buchten mit Sandstränden. Das sehr saubere Wasser ist im Vergleich zu den anderen Bremer Seen durchschnittlich ein Grad kälter. Für den Wassersport gibt es eine Regattastrecke für Segler, Ruderer und Kanuten. Rund um den See führt ein Wanderweg.

## Freizeitangebot
Betreut wird der Betrieb des Sees durch den Sportparksee Grambke e.V. Bremen.
Eine Surfschule bietet im südlichen Bereich der Liegewiese noch hinter dem aufgeschütteten Hügel Windsurfkurse an. Auch werden im Sommer Kajaks an Badebesucher vermietet.
Bei gutem Wetter hat auch ein Kiosk im nordöstlichen Bereich der Liegewiese geöffnet.

## Wasserrettungsdienst
Der Wasserrettungsdienst wird während der Badesaison vom 15. Mai bis 15. September und bei sportlichen Veranstaltungen durch ehrenamtliche Rettungsschwimmer des DLRG Bezirks Bremen-Nord e.V. gewährleistet. Ausgestattet mit allen üblichen Rettungsgeräten besetzen sie die Wache wann immer dies für Ehrenamtliche möglich ist. Die Rettungswache ist auch für sanitätsdienstliche Hilfeleistungen ausgestattet. Ein Großteil der Wachbesatzung besteht aus Schülern und Studenten aus Bremen-Nord.
Der See liegt im Einzugsgebiet des DLRG-Taucheinsatzzuges Bremen-Nord aus Aumund-Hammersbeck.